# Prvačina
Prvačina is een plaats in Slovenië en maakt deel uit van de gemeente Nova Gorica in de NUTS-3-regio Goriška. De plaats telde 1.249 inwoners op 1 januari 2020.